# Pisang goreng
Il pisang goreng è un piatto tipico della cucina indonesiana o malese a base di banane fritte, che viene solitamente servito come antipasto o come snack pomeridiano.
È una delle pietanze che solitamente compongono il rijsttafel.

## Ingredienti[1][2]
- Banane
- Latte di cocco
- Farina di riso
- Burro
- Zucchero
- Olio per friggere
- Sale
- Zucchero di cannella

## Preparazione
Al termine della frittura, le banane fritte vengono solitamente cosparse di zucchero di cannella.